# Petrorhagia dubia
Petrorhagia dubia là loài thực vật có hoa thuộc họ Cẩm chướng. Loài này được (Raf.) G.López & Romo miêu tả khoa học đầu tiên năm 1988.